# بن كرومبتون
بِن كرومبتون (بالإنجليزية: Ben Crompton)‏ هو ممثل بريطاني، ولد في 1974 بمانشستر في المملكة المتحدة.

## أعمال

### أفلام
- (2000) 102 كلب مرقش[2][3]

### مسلسلات
- صراع العروش

## وصلات خارجية
- بن كرومبتون على موقع IMDb (الإنجليزية)
- بن كرومبتون على موقع قاعدة بيانات الفيلم (الإنجليزية)